# Список альбомов № 1 в Ирландии в 2023 году
Список альбомов № 1 в Ирландии в 2023 году — рейтинг самых исполняемых альбомов Ирландии, составленный компанией Official Charts Company от имени Ирландской ассоциации звукозаписывающей музыки (IRMA).

## История чарта
| Дата выпуска | Альбом          | Артист             | Ссылка |
| ------------ | --------------- | ------------------ | ------ |
| 6 января     | Midnights       | Тейлор Свифт       | [ 1 ]  |
| 13 января    | Sonder          | Dermot Kennedy     | [ 2 ]  |
| 20 января    | Midnights       | Тейлор Свифт       | [ 3 ]  |
| 27 января    | Gigi's Recovery | The Murder Capital | [ 4 ]  |
| 3 февраля    | Gloria          | Sam Smith          | [ 5 ]  |

## Артисты по количеству № 1
| Позиция | Артист             | Количество недель № 1 |
| ------- | ------------------ | --------------------- |
| 1       | Тейлор Свифт       | 2                     |
| 2       | Dermot Kennedy     | 1                     |
| 2       | The Murder Capital | 1                     |
| 2       | Sam Smith          | 1                     |